# Овиний (народный трибун)
Овиний (полное имя неизвестно; лат. Ovinius; IV век до н. э.) — римский политический деятель, народный трибун 313 года до н. э. Находясь на этой должности, добился принятия Овиниева закона, который закрепил практику формирования сената цензорами из представителей патрицианского и плебейского сословий.